# Dariusz Matysiak

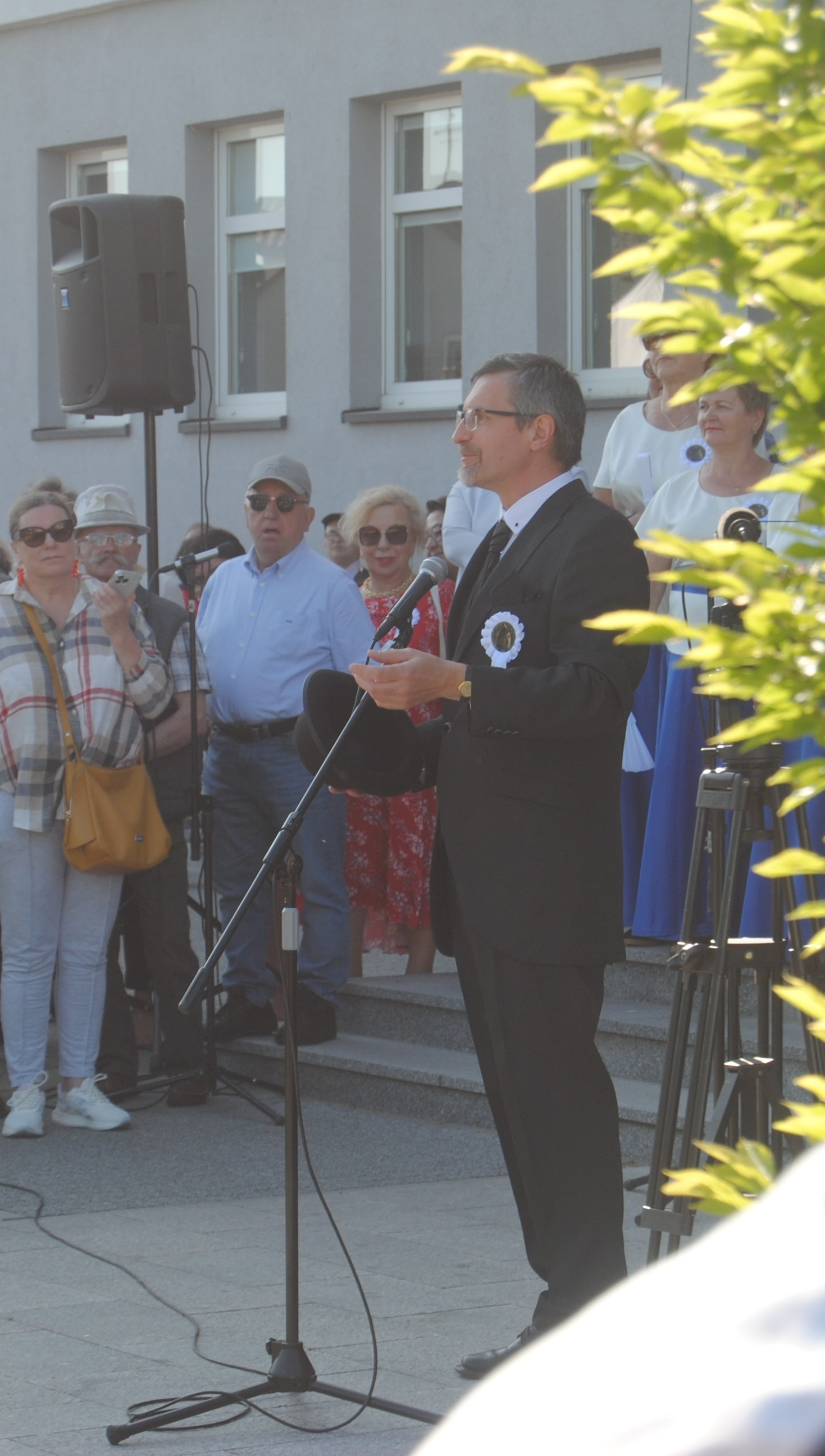
Dariusz Matysiak podczas uroczystości odsłonięcia ławeczki Czesława Freudenreicha w Kole (1 czerwca 2023)

Dariusz Matysiak (ur. 1961 w Kole) – polski pisarz, scenarzysta, reżyser, wydawca, społecznik zaangażowany w kulturalne życie miasta Koło.

## Życiorys
Urodził się w Kole i wychował w domu, w którym w latach 1923–1936 mieszkała Stanisława Fleszarowa-Muskat. Ukończył Szkołę Podstawową nr 1 w Kole i Technikum Mleczarskie we Wrześni. W 1981 roku podjął pracę w Okręgowej Spółdzielni Mleczarskiej w Kole, od 1985 rok w Fabryce Narzędzi Chirurgicznych „Chifa”, a w latach 1987–1993 w PKS Warszawa. Ukończył studia na Akademii Ekonomicznej w Poznaniu, po czym pracował jako informatyk w Warszawie i Poznaniu. Od 2001 mieszkaniec miejscowości Tarnowo Podgórne.

## Działalność pisarska
Matysiak rozpoczął amatorskie pisanie powieści fabularnych w roku 2004. W 2006 ukazała się jego pierwsza książka Pora burz wydana nakładem wydawnictwa IDAM założonego przez niego w ramach inicjatywy „Salon odrzuconych”. Powieść opowiada o losach i tułaczce powstańca warszawskiego, podczas samego powstania warszawskiego, a także później na Ziemiach odzyskanych i w Kole.
Następnie w 2007 ukazała się książka Regnum opowiadająca o rzekomej klątwie jaka ciąży nad biskupami krakowskimi, którzy noszą imię Stanisław.
W 2011 ukazała się trzecia książka Dariusza Matysiaka – Koło czasu, której motywem przewodnim była lokacja miasta Koło.
Rok później, w 2012 wydana została kolejna książka – Febra, poświęcona przedstawieniu losów pochodzących z wielu warstw społecznych i wielu narodowości uczestników powstania styczniowego.
W 2014 opublikowana została najgłośniejsza (również za sprawą równoległego przedstawienia teatralnego) powieść autora – Warthbrücken opisująca losy mieszkańców Koła tuż przed i zaraz po agresji niemieckiej.
Po dwóch latach, w 2016 ukazała się kolejna powieść historyczna – Sulimczyk, przedstawiająca losy Jana Zawiszyca herbu Sulima, najmłodszego syna Zawiszy Czarnego i starosty kolskiego w XV wieku.
W 2018 ukazała się ostatnia, jak do tej pory, jego książka – Księżna Hollywood, przybliżająca losy Poli Negri, której matka wychowała się w okolicach Koła i z którą Dariusz Matysiak jest spokrewniony.

## Działalność teatralna
Od stycznia 2013 związany z Miejskim Domem Kultury w Kole. W tym roku został zaproszony przez ówczesną dyrektor Mariannę Grabowską do zrealizowania z miejscowym licealnym kołem teatralnym przedstawienia na podstawie jego książki Febra z okazji 150. rocznicy wybuchu powstania styczniowego. Spektakl, oprócz w Kole, odbył się również w kościele brdowskim oraz w Barłogach.
W 2014, w 75. rocznicę wybuchu II wojny światowej oraz równocześnie z premierą książki Warthbrücken zostało wystawione przedstawienie o tym samym tytule. Przedstawienie zostało wystawione dziesięciokrotnie w Kole i raz w Krotoszynie. Dariusz Matysiak pełnił rolę reżysera, scenarzysty, jednego z aktorów oraz współtwórcy rekwizytów.
W 2015 ukazała się autorska sztuka Miasto bez kantów nawiązująca do przedstawienia Hamleta we wsi Głucha Dolna, ale osadzona we współczesnych realiach. Spektakl został zagrany 3 razy w Kole i raz w Kłodawie.
Rok później, w 2016 Dariusz Matysiak wystawił swoją debiutancką powieść – Pora burz, która została zagrana czterokrotnie.
W 2017 roku wystawiono kolejne przedstawienie na podstawie jego książki – Sulimczyk, w którym Dariusz Matysiak wcielił się ponownie w rolę reżysera, scenarzysty i aktora. Sztukę zagrano 4 razy i obejrzało ją ponad 1000 osób.
10 spektakli wystawiono również w 2018, tym razem musicalu Pola Negri, na podstawie książki Matysiaka Księżna Hollywood.
W 2019 odbyło się 6 spektakli sztuki Czarny Warkocz, opowiadającej o losach Stanisławy Fleszarowej-Muskat z czasów jej pobytu w Kole.
W 2020 odbyła się premiera spektaklu Cham, nawiązującego do powieści o tym samym tytule autorstwa Elizy Orzeszkowej, przybliżającej losy polskich chłopów pańszczyźnianych.
Wszystkie spektakle, niezależnie od lokalizacji, wypełniały sale do ostatniego miejsca. W przedstawieniach brali udział aktorzy amatorzy, przede wszystkim mieszkańcy Koła i okolic. Sztuki, oprócz gry aktorskiej, zawierają również elementy taneczne i wokalne. Wystąpiły również zespoły ludowe, jak i orkiestry. Ważnym elementem przedstawień są własnoręcznie budowane scenografie, efekty dźwiękowe i wizualne.
Matysiak podkreśla w swych wypowiedziach, że realizacja przez niego sztuk teatralnych nawiązuje do tradycji rozpoczętej przez Czesława Freudenreicha, XX-wiecznego przedsiębiorcy i filantropa kolskiego.

## Osiągnięcia i wyróżnienia
10 października 2014 roku, z powodu ogromnego sukcesu przedstawienia Warthbrücken, otrzymał tytuł Honorowego Obywatela Miasta Koła.
W tym samym roku zdobył wyróżnienie „Kolska osobowość roku 2014” zdobywając w publicznym głosowaniu 49% głosów.
W roku 2015 ogłoszony „Człowiekiem Roku Konin 2015”.
W grudniu 2017 otrzymał nagrodę główną Wielkopolskiego Towarzystwa Kulturalnego.
W 2017 i 2018 nominowany do konkursu Osobowość roku organizowanego przez Głos Wielkopolski.